# Задача Коши
Зада́ча Коши́ — одна из основных задач теории дифференциальных уравнений (обыкновенных и с частными производными); состоит в нахождении решения (интеграла) дифференциального уравнения, удовлетворяющего так называемым начальным условиям (начальным данным).
Задача Коши обычно возникает при анализе процессов, определяемых дифференциальным законом эволюции и начальным состоянием (математическим выражением которых и являются уравнение и начальное условие). Этим мотивируется терминология и выбор обозначений: начальные данные задаются при {\displaystyle t=0}, а решение отыскивается при {\displaystyle t>0}.
От краевых задач задача Коши отличается тем, что область, в которой должно быть определено искомое решение, здесь заранее не указывается.
Тем не менее задачу Коши можно рассматривать как одну из краевых задач.
Основные вопросы, которые связаны с задачей Коши, таковы:
1. Существует ли  решение задачи Коши?
2. Если решение существует, то какова область его существования?
3. Является ли решение единственным?
4. Если решение единственно, то будет ли оно корректным, то есть непрерывным (в каком-либо смысле) относительно начальных данных?

Говорят, что задача Коши имеет единственное решение, если она имеет решение {\displaystyle y=f(x)} и никакое другое решение не отвечает интегральной кривой, которая в сколь угодно малой выколотой окрестности точки {\displaystyle (x_{0},y_{0})} имеет поле направлений, совпадающее с полем направлений {\displaystyle y=f(x)}. Точка {\displaystyle (x_{0},y_{0})} задаёт начальные условия.

## Различные постановки задачи Коши
- ОДУ первого порядка, разрешённое относительно производной

{\displaystyle \left\{{\begin{array}{lcl}y'&=&f(x,y)\\y(x_{0})&=&y_{0}\end{array}}\right.}
- Система {\displaystyle n} ОДУ первого порядка, разрешённая относительно производных (нормальная система {\displaystyle n}-го порядка)

{\displaystyle \left\{{\begin{array}{lcl}y'_{1}&=&f_{1}(x,y_{1},\ldots ,y_{n})\\&\ldots &\\y'_{n}&=&f_{n}(x,y_{1},\ldots ,y_{n})\\y_{1}(x_{0})&=&y_{01}\\&\ldots &\\y_{n}(x_{0})&=&y_{0n}\end{array}}\right\}\iff \left\{{\begin{array}{lcl}\mathbf {y} '&=&\mathbf {f} (x,\mathbf {y} )\\\mathbf {y} (x_{0})&=&\mathbf {y_{0}} \end{array}}\right.}
- ОДУ {\displaystyle n}-го порядка, разрешённое относительно старшей производной

{\displaystyle \left\{{\begin{array}{lcl}y^{(n)}&=&f(x,y,\ldots ,y^{(n-1)})\\y(x_{0})&=&y_{01}\\&\ldots &\\y^{(n-1)}(x_{0})&=&y_{0n}\end{array}}\right\}\iff \left\{{\begin{array}{lcl}y'_{1}&=&y_{2}\quad (=y')\\&\ldots &\\y'_{n-1}&=&y_{n}\quad (=y^{(n-1)})\\y'_{n}&=&f(x,y_{1},\ldots ,y_{n})\\y_{1}(x_{0})&=&y_{01}\quad (=y(x_{0}))\\&\ldots &\\y_{n}(x_{0})&=&y_{0n}\quad (=y^{(n-1)}(x_{0}))\end{array}}\right.}

## Теоремы о разрешимости задачи Коши для ОДУ
Пусть в области {\displaystyle D\subset R_{x}\times R_{y}^{n}} рассматривается задача Коши:
{\displaystyle \left\{{\begin{array}{lcl}y'(x)&=&f(x,y(x))\\y(x_{0})&=&y_{0}\end{array}}\right.}
где {\displaystyle (x_{0},y_{0})\in D}. Пусть правая часть является непрерывной функцией в {\displaystyle {\overline {D}}}. В этих предположениях имеет место теорема Пеано, устанавливающая локальную разрешимость задачи Коши:
Пусть a>0 и b>0 таковы, что замкнутый прямоугольник
{\displaystyle R=\{(x,y):x_{0}-a\leq x\leq x_{0}+a,y_{0}-b\leq y\leq y_{0}+b\}}
принадлежит области D, тогда на отрезке {\displaystyle [x_{0}-\alpha ,x_{0}+\alpha ]}, где {\displaystyle \alpha =\min\{a,b/M\}}, {\displaystyle M=\max \limits _{(x,y)\in R}|f(x,y)|}, существует решение задачи Коши.
Указанный отрезок называется отрезком Пеано. Заметим, что, локальный характер теоремы Пеано не зависит от гладкости правой части. Например, для {\displaystyle f(x,y)=y^{2}+1} и для {\displaystyle x_{0}=0,y_{0}=0} решение {\displaystyle y(x)=\mathrm {tg} \,x} существует лишь на интервале {\displaystyle \left(-{\frac {\pi }{2}},{\frac {\pi }{2}}\right)}. Также отметим, что без дополнительных предположений относительно гладкости правой части нельзя гарантировать единственность решения задачи Коши. Например, для {\displaystyle f(x,y)={\sqrt {y}},x_{0}=0,y_{0}=0} возможно более одного решения.
Чтобы сформулировать теорему о единственности решения задачи Коши, необходимо наложить дополнительные ограничения на правую часть. Будем говорить, что функция f(x, y) удовлетворяет условию Липшица на D относительно y, если существует постоянная L такая, что
{\displaystyle |f(x,y_{1})-f(x,y_{2})|\leq L|y_{1}-y_{2}|}
для всех {\displaystyle (x,y_{i})\in D,i=1,2}.
Пусть правая часть f(x, y) дополнительно удовлетворяет условию Липшица на D относительно y, тогда задача Коши не может иметь в D более одного решения.
Также отметим, что хотя эта теорема имеет глобальный характер, тем не менее она не устанавливает существование глобального решения.
Для существования глобального решения необходимо наложить условия на рост правой части по y: пусть функция f удовлетворяет условию
{\displaystyle |f(x,y)|\leq A(|y|+1),\ (x,y)\in D}
где A>0 — константа не зависящая ни от x, ни от y, тогда задача Коши имеет решение в D. В частности, из этой теоремы следует, что задача Коши для линейных уравнений (с непрерывными по x коэффициентами) имеет глобальное решение.

## Теоремы о разрешимости задачи Коши для дифференциальных уравнений в частных производных
Пусть поставлена задача Коши:
{\displaystyle \left\{{\begin{array}{lcl}a(x){\frac {\partial u}{\partial x}}=0\\u|_{S}=f(x)\end{array}}\right.},

где S - начальная гиперповерхность, {\displaystyle a(x)=(a_{1},a_{2},...,a_{n})},  {\displaystyle x=(x_{1},x_{2},...,x_{n})} - n-мерные векторы. Тогда условие локальной разрешимости этой задачи Коши можно сформулировать следующим образом:
Решение задачи Коши в окрестности точки {\displaystyle x_{0}} ∈ S существует и единственно, если проходящая через точку {\displaystyle x_{0}} характеристика трансверсальна поверхности S

## Теорема о непрерывной зависимости от параметра задачи Коши
Рассмотрим следующую задачу Коши, правая часть которой зависит от параметра μ
{\displaystyle {\begin{cases}{\dfrac {dy}{dx}}=f(y,x,\mu )&x\in (0,X]\\y(x_{0},\mu )=y^{0}(\mu )\end{cases}}}
Наложим на функцию {\displaystyle f} в правой части следующие требования
1. функция {\displaystyle f} определена и непрерывна в {\displaystyle D=\{(y,x,\mu ):|x-x_{0}|\leq X,|y-y^{0}|\leq b,|\mu -\mu _{0}|\leq {\mathcal {M}}\}}, а следовательно {\displaystyle |f(x,y,\mu )|\leq M}
2. функция {\displaystyle f} удовлетворяет условию Липшица в {\displaystyle D}

При таких условиях на правую часть классическое решение задачи существует, единственно и непрерывно зависит от параметра {\displaystyle \mu } при {\displaystyle x\in (x_{0},H]}, где {\displaystyle H=\min {\Big (}X,{\dfrac {b}{M}}{\Big )}}